# Дичко Леся Василівна
Ле́ся (Людми́ла) Васи́лівна Дичко́ (24 жовтня 1939, Київ) — українська композиторка, педагогиня, громадська діячка. Заслужена діячка мистецтв УРСР (1982). Народна артистка України (1995). Лауреатка Національної премії України імені Тараса Шевченка (1989). Кавалер орденів святого Володимира III ступеня (1998) і Княгині Ольги (1999). Лауреатка мистецької премії «Київ» ім. Артемія Веделя (2003). Член-кореспондентка Академії мистецтв України (2009).

## Біографічні відомості
Леся Дичко — одна з провідних хорових композиторів в Україні. Її твори були широко представлені на хорових фестивалях, конкурсах та у концертних програмах світу: США, Канаді, Франції, Великій Британії, Німеччині, Нідерландах, Бельгії, Данії, Іспанії, Італії, Угорщині, Болгарії, Польщі, Росії, Україні, Чехії.

### Освіта
- Київська школа-десятирічка ім. М. В. Лисенка по класу теорії (1959).
- Київська консерваторія ім. П. І. Чайковського по класу композиції у професора К. Д. Данькевича та професора Б. М. Лятошинського (1964)
- аспірантура при Київській консерваторії у Б. М. Лятошинського та у професора М. І. Пейко (Москва) (1971).

### Діяльність[4]
1972–1994 — Київський державний художній інститут (нині Національна академія образотворчого мистецтва і архітектури) — читала курс історії музики.
З 1994 — викладачка композиції та теоретичних дисциплін в Національній музичній академії України ім. П. І. Чайковського.
2002 — викладала в Тегеранському університеті.
1989 та 2004 — виступи в Канаді з лекціями, творчими звітами про українську сучасну хорову музику.
2005 — доцент Національної музичної академії України ім. П. І. Чайковського.
2009 — професорка Національної музичної академії України ім. П. І. Чайковського.
Членкиня Національної спілки композиторів України (1965), правління Музфонду України, Координаційної ради Національної всеукраїнської музичної спілки, Секретарка правління Національної спілки композиторів України, почесна членкиня Національної спілки художників України.

## Музична творчість
Найбільше місце в творчості посідають хорові твори, в яких виразно проступає зв'язок з фольклором, обрядовістю та християнськими мотивами. Окреме місце посідає дитяча тематика. Цей світ, за висловом Кияновської, композитору вдалося розкрити «з усією безпосередністю та осяйністю дитячого бачення природи та життя»
Л. Пархоменко відзначає захоплення Л. Дичко живописом і народно-ужитковим мистецтвом, що обумовило «багатство асоціативних зв'язків зі спорідненими мистецтвами, мальовничість музичного письма, примат кольору, багатство звукової палітри»
Знаковою в історії музичної культури України стала кантата «Червона калина». М. Кречко свідчить про перелам світогляду професійного середовища, що спричинила прем'єра цієї кантати:
|  | ...Прекрасна музика, але складна для хору, що зріс на класичних традиціях. Подолати сучасне композиторське письмо коштувало співакам неймовірних зусиль [...] Капела вороже настроєна до музики, але хоче виручити і себе, і мене. А слухачі влаштували овацію. Композиторку і сцену засипали квітами та кетягами червоної калини. Народ наш тямущий [...] Я тихо святкував - зламано опір співаків, подолано труднощі нового, не бувалого для нас музичного матеріалу. |

### Опери
- «Золотослов» (слова народні) 1992 (для солістів та хору)
- «Різдвяне дійство» («Вертеп») слова народні 1992; 1998 (для солістів, хору та ударних)

### Ораторії
- «І нарекоша ім'я Київ» тексти літописів 1982 (для солістів, хору, інструм. ансамблю)
- «Індія-Лакшмі» тексти індійських поетів 1989 (для солістів, хору, симф. оркестру)

### Симфонії
- «Привітання життя»[8][9] (також цей твір часом фігурує під назвою «Зелене Євангеліє»[10]) для сопрано, баса та камерного оркестру на вірші Б.-І. Антонича, 1972
- «Вітер революції» симфонія на вірші М. Рильського та П. Тичини, 1976
- «Ти починаєшся з очей», симфонія-кантата на слова О.Сердюка, 1994

### Кантати
- Пять фантазій за картинами російських художників 1962, 1972 (для хору і симфонічного оркестру)
- Рапсодія «Думка», вірші Т. Г. Шевченка 1964 (для колорат. сопрано, чоловічого хору, симфонічного оркестру)
- «Червона калина», слова старовинних українських пісень 1968 (для хору, солістів та інструментального ансамблю)
- «Пори року», слова народні 1973
- «Карпатська», слова народні 1974
- «Сонячне коло», вірші Д. Чередниченка 1975 (для дитячого хору та симфонічного оркестру)
- «Здрастуй, новий добрий день», вірші Є. Авдієнка 1976 (для дитячого (жіночого) хору)
- «Весна», вірші Є. Авдієнка 1980 (для дитячого хору та симфонічного оркестру)
- «Барвінок», вірші С. Жупанина 1980 (для дитячого хору та симфонічного оркестру)
- «Ода музиці», вірші Б. Олійника 1980 (для мецо-сопрано, хору, камерного оркестру та органа)
- «У Києві зорі», слова народні 1982 (для сопрано, чоловічого хору та інструментального ансамблю)
- Ода «Довженкові», вірші М. Вінграновського 1984 (для чоловічого хору і органа)

### Хорові концерти
- «Краю мій рідний», вірші Б. Олійника та С. Жупанина 1995–1998 (для солістів та хору)
- «Французькі фрески», 1995—2000 (для читця, мішаного хору, квартету духових, органу, ударних)
- «Іспанські фрески» 1996–1999 (для хору та ударних)
- «Швейцарські фрески», 2002 (для двох читців, мішаного хору, органу і ударних)
- А.Ведель, «Тебе, Бога, хвалимо» (Te Deum laudamus), концерт для хору та оркестру, 2018.

### Хорові поеми
- «Голод — 33», вірші С. Коломійця (1993)
- «Лебеді материнства», вірші В. Симоненка (1996)

### Літургії
- Літургія № 1 для однорідного хору (чол., жін.) 1989, 1990
- Літургія № 2 для мішаного хору 1990
- «Урочиста Літургія» для мішаного хору (2000—2002)

### Окремі хорові твориa cappella
- Лісові далі (1962)
- Сонячний струм (1972)
- П'ять прелюдій в стилі «шань-шуй» — на вірші японських поетів (1989)(для жіночого хору)
- Дві колядки слова народні (1996)
- Псалом 67 (для жіночого хору) (1999)
- Місячна фантазія, вірші П. Мовчана (1999)

### Твори для фортепіано
- «Українські писанки» — поліфонічні варіації для фортепіано (1972)
- «Дитячий альбом» для фортепіано (1992)
- «Карпатські фрески» у семи частинах для фортепіано (1993)
- Драматичний триптих — для двох фортепіано (1993)
- «Чотири пори року» — для двох фортепіано, перша версія (1993)
- «Замки Луари» — п'ять п'єс для фортепіано (1994)
- «Алькасар… Дзвони Арагону» — фортепіанний цикл (1995)
- Парафраз на теми опери «Золотослов» (2002)

### Балети[11]
- «Метаморфози» (1963; 1972)
- «Досвітні вогні» (за однойм. поемою Лесі Українки, 1967)
- «Катерина Білокур» (за мотивами творчості художниці, 1983; постановка А. Рубіної)
- «Святкова феєрія» ()

### Музика до фільмів
- «Казка про місячне світло» (1968, мультфільм)
- «Осіння риболовля» (1968, мультфільм)
- «Кримська легенда» (1969, мультфільм)
- «Як їжачок і ведмедик зустрічали Новий рік» (1975, мультфільм)
- «Климко» (1983, х/фільм, реж. М. Вінграновський)

## Нагороди
- Заслужена діячка мистецтв УРСР (1982)
- Лауреат Національної премії ім. Т. Шевченка (1989)
- Народна артистка України (1995)
- Орден Святого Рівноапостольного Князя Володимира III ступеня (1998)
- Орден княгині Ольги III ступеня (1999)[2]
- Орден святої Варвари Великомучениці (2004)
- Орден «За заслуги» III ступеня (2008)
- Орден князя Ярослава Мудрого V ступеня (2009)
- Орден «За заслуги» ІІ ступеня (2017)[12]